# ماريا لويزا بومبال
ماريا لويزا بومبال آنثيس (بالإسبانية: María Luisa Bombal)‏ (من 8 يونيو 1910 - 6 مايو 1980) ، كاتبة تشيلية، ابنة مارتين بومبال فيديلا وبلانكا آنثيس بريخت، تزوجت في عام 1909. تركزت فترة عملها القصيرة نسبيا على الشخصيات النسائية وعالمهن الداخلي الذي للهروب من الواقع. أعماله المعروفة أفضل هي الروايات النهائي الضباب و غامضاو قصة الشجرة.